# Окулярник кіліманджарський
Окулярник кіліманджарський (Zosterops eurycricotus) — вид горобцеподібних птахів родини окулярникових (Zosteropidae). Ендемік Танзанії.

## Опис
Довжина птаха становить 11-12 см. Забарвлення переважно оливково-зелено-коричневе. Лапи сірі. Білі кільця навколо очей дуже широкі. Виду не притаманний статевий диморфізм.

## Таксономія
Кіліманджарський окулярник раніше вважався підвидом мінливобавного окулярника, однак за результатами молекулярно-генетичного дослідження 2014 року був визнаний окремим видом.

## Поширення і екологія
Кіліманджарські окулярники мешкають в гірських районах північної Танзанії на висоті від 1380 до 3400 м над рівнем моря, зокрема і на горі Кіліманджаро. Вони живуть в тропічних гірських лісах, високогірних чагарникових заростях, в садах і на плантаціях.